# 淫欲特急ゼツリンオー
『淫欲特急ゼツリンオー』（いんよくとっきゅうゼツリンオー）は、HOBIBOXから2007年8月31日に発売された、アダルトロボットアニメである。「第一話」として発売されたが続編は制作されていない。

## 概要
「超本格ロボットHアニメ、ここに起動！」を合言葉に作画されたロボット系成人アニメ作品。近未来の架空の都市ブルーシティを舞台に、宇宙から飛来したオルガストーンなる物質を持つ善と悪の科学者たちによる世界平和をかけた戦いというのが前提である。
内容については成人指定であるものの、主役及びメインパイロットとして三人組が登場、彼女たちをサポートする巨大バックアップの存在など、いわゆる戦隊モチーフになっている。
登場するロボットは、主に鉄道車両から変形。随所に人間ならモザイク使用で直に描けない部分をロボットであるということを最大限に利用し、デフォルメした形で武器や装備などに登場している。

## 登場人物
- のぞみ：北都南
- つばめ：緒田マリ
- こまち：楠鈴音
- リン：神楽怜雄
- ひかり：春名あけび
- 石神：滋野川誠
- 鷺ノ宮博士：萩野貞夫
- 所員：椎野重孝

## 登場ロボット

### 遊撃隊側登場ロボット
輪王
未来型新車両“S-51”から変形する男性車掌型小型ロボ。内部搭乗型でパイロットは定員一名、バトルの度に変更、操縦室に小型オルガストーンを装備。
- 武装
  - バイ●ガン
  - ペニ×ロッド

### 鷺ノ宮博士側登場ロボット
「輪鬼」(固体名称不明)
謎の車両（M-77）の後部車両から排出されるガングロ系女子高生型小型ロボ。装甲はセーラー服(ミニ)、製作者の趣味でミニスカの下は苺パンツ。無人遠隔操作型でエネルギーが謎の車両（M-77）から共有される為オルガストーンは搭載せず。
- 武装
  - ミサイル
  - 通学鞄型鉄アレイ(らしきもの)
  - ミレーザー光線

## スタッフ
- プロデューサー：青木健
- エグゼクティブプロデューサー：杉本晃志郎
- 企画・原案：青木健、拷問侍
- 脚本：桜春日
- 監督・キャラクターデザイン・作画監督・絵コンテ：拷問侍
- 演出：樽健二
- 原画：拷問侍、重田洋郎
- 色彩設計・色指定・検查：安比野小太
- 特殊効果：青木美留
- 美術監督・CG：凡頭直乳
- 撮影監督：鈴木鉄漢
- 撮影・CG：デジタルギア
- 音楽：Polyphonic Branch
- 音響：FUJIMOTO
- 編集：井野武
- 制作進行：サイトウジュンイチ
- 制作担当：中村浩一
- 製作：schoolzone

## 映像ソフト
- 「淫欲特急ゼツリンオー Station1 初体験！ゼツリンオー」 2007年8月31日発売 DVD:SCZ-0001